# Rückersdorf (Brandemburgo)
Rückersdorf é um município da Alemanha, situado no distrito de Elbe-Elster, no estado de Brandemburgo. Tem 24,67 km² de área, e sua população em 2019 foi estimada em 1.348 habitantes.